# Аксёново (Невельский район)
Аксёново — опустевшая деревня в Невельском муниципальном округе Псковской области России. Численность населения деревни на начало 2001 года составляла 2 жителя.
На карте 2025 года обозначена как урочище Аксёново.

## География
Деревня находится в южной части Псковской области, в зоне хвойно-широколиственных лесов, к северо-востоку от озера Езерище, 3 верстах к западу от большой деревни Усово и примерно в 18 верстах к юго-востоку от города Невель.

### Климат
Климат характеризуется как умеренно континентальный, с продолжительной снежной зимой и относительно коротким тёплым летом. Среднегодовая температура воздуха — 4,4 °С. Средняя многолетняя температура самого холодного месяца (января) составляет −8 °С, средняя температура самого тёплого (июля) — +17,4°С. Среднегодовое количество осадков — 554 мм. Снежный покров держится в течение 100—105 дней.

### Часовой пояс
Деревня Аксёново, как и вся Псковская область, находится в часовой зоне МСК (московское время). Смещение применяемого времени относительно UTC составляет +3:00.

## История
В 1941—1943 годах деревня находилась под нацистской оккупацией войсками вермахта Германии. Освобождена в ходе Невельской наступательной операции.
С 26 января 1995 года по 11 апреля 2015 года деревня входила в состав ныне упразднённого сельского поселения «Лобковская волость».
До 2023 года входила в состав сельского поселения «Артёмовская волость» до его упразднения.

## Население
| 2001 | 2002 | 2010 |
| ---- | ---- | ---- |
| 2    | ↘0   | →0   |

Численность населения деревни составляет на 2001 год 2 человека, по переписи 2002 года — 0 человек, на 2010 год — 0 человек.